# R-чётность
R-чётность — разновидность чётности в физике элементарных частиц, которая вводится в теории суперсимметрии.
В Минимальной суперсимметричной стандартной модели барионное число и лептонное число больше не сохраняются всеми перенормируемыми связями в теории. Поскольку сохранение барионного числа и лептонного числа было очень точно проверено, эти связи должны быть очень маленькими, чтобы не вступать в конфликт с экспериментальными данными. R-чётность — это {\displaystyle \mathbb {Z} _{2}}-симметрия, действующая на поля Минимальной суперсимметричной стандартной модели (MSSM), которая запрещает эти связи и может быть определена как:
{\displaystyle P_{\mathrm {R} }=(-1)^{2s+3B+L}}
или, что то же самое:
{\displaystyle P_{\mathrm {R} }=(-1)^{3(B-L)+2s}}
со спином s, барионным числом В и лептонным числом L. Все частицы Стандартной модели имеют R-чётность 1, а суперсимметричные частицы имеют R-чётность −1.